# 타우게바튼
타우게바튼(Taugevatn 또는 Tågavatni)은 베스틀란주 Ulvik 시에 있는 베르겐 라인 남쪽의 호수이다. 해발 1,296미터 (4,252피트)에 위치해 있다. 철도는 이곳에서 해발 1,301.7미터 (4,271피트)에 있는 정상을 지나갔으나, 1993년 5월 16일 핀세 터널이 개통되면서 호수를 지나는 노선이 폐쇄되었다. 터널이 개통된 이후 노선의 가장 높은 지점은 터널 안의 306.90킬로미터 지점인 해발 1,237미터 (4,058피트)가 되었다.
타우게바튼은 동일한 해발고도에 위치한 Fagervatnet 호수를 통해 Ustekveikja 강으로 유출되며, 이 강은 Buskerud의 Hol 시에 있는 Ustevatn 호수로 유입된다.

## 추가자료
- 노르웨이의 호수 목록